# اس‌سی‌ال گروپ
اس‌سی‌ال گروپ (به انگلیسی: SCO Group, Inc. v. International Business Machines Corp.، سابقاً آزمایشگاه‌های ارتباطات استراتژیک) یک شرکت خصوصی برای تحقیقات رفتاری و ارتباطات استراتژیک بود که در انگلیس تأسیس شده‌است. به نظر می‌رسد که این شرکت با مشاوره‌هایی که به دولتها یا پیمانکاران نظامی داده‌است بسیاری از شورشها و انتخابات را در کشورهای جهان سوم مدیریت کرده‌است. پس از مدتی با کسب تجارب مختلف وارد انتخابات ریاست جمهوری آمریکا شد. برای این کار شرکت کمبریج آنالتیک را ایجاد کرد که از طریق جمع‌آوری اطلاعات مشترکین از توییتر، فیس بود و… اقدام به کاوی و تجزیه و تحلیل داده‌ها را بر روی مخاطبان نمود. براساس نتایجی که الگوریتمهای این شرکت در اختیار کمپینهای انتخاباتی قرار داده بود، کمپینها ارتباطات مؤثری با گروهای مورد نظر که تمایلی به رای دادن نداشتند به وجود آوردند تا رفتار را مطابق با هدف مشتری SCL اصلاح کنند. این شرکت خود را به عنوان «آژانس مدیریت جهانی انتخابات» توصیف کرده‌است. پس از دخالت در برگزیت و پیروزی جمهوری خواهان در آمریکا، مخالفان این تغیرات تحقیقات وسیعی را بر روی این شرکت و تابعه آن انجام دادند که منجر به یک رسوایی عمومی گردید اما این شرکت با انحلال شرکت تابعه خود که کمبریج آنالیتیکا نام داشت توانست از فشار افکار عمومی خارج گردد.